# Wim Hof
Wim Hof (Sittard, 20 de Abril de 1959), também conhecido como "The Iceman (O Homem de gelo)", é um palestrante motivacional holandês e atleta extremo conhecido por sua capacidade de suportar temperaturas congelantes. Ele estabeleceu recordes no Guinness Book por nadar sob o gelo, permanecer 1 hora e 52 minutos imerso num cubo de vidro repleto de gelo (com exceção da cabeça), e anteriormente detinha o recorde de uma meia maratona descalço no gelo e na neve. Ele atribui esses feitos ao seu Método Wim Hof (WHM), uma combinação de exposição frequente ao frio, técnicas de respiração, ioga e meditação. Hof foi objeto de vários estudos médicos e de um livro do jornalista investigativo Scott Carney.

## Vida Pregressa
Wim nasceu em Sittard-Limburgo, Holanda. Ele é um de nove filhos. Hof tem seis filhos, quatro deles com sua primeira esposa Marivelle-Maria (também chamada de "Olaya"), que se suicidou em 1995; um filho, nascido em 2003 de sua namorada; e um filho nascido em 2017 de sua última namorada. Quando ele tinha 17 anos, sentiu uma vontade repentina de pular na água gelada do canal Beatrixpark, ele sentiu seu sangue correndo de uma maneira incomum, sua respiração mudou. Ele percebeu que respirar de uma maneira mais profunda permitia-lhe sentir-se à vontade na água gelada. Hof disse que sua tristeza pela perda de sua primeira esposa foi primordial para levá-lo a desenvolver técnicas para enfrentar ambientes de baixa temperatura e, assim, melhorar seu estado emocional.

## Recordes

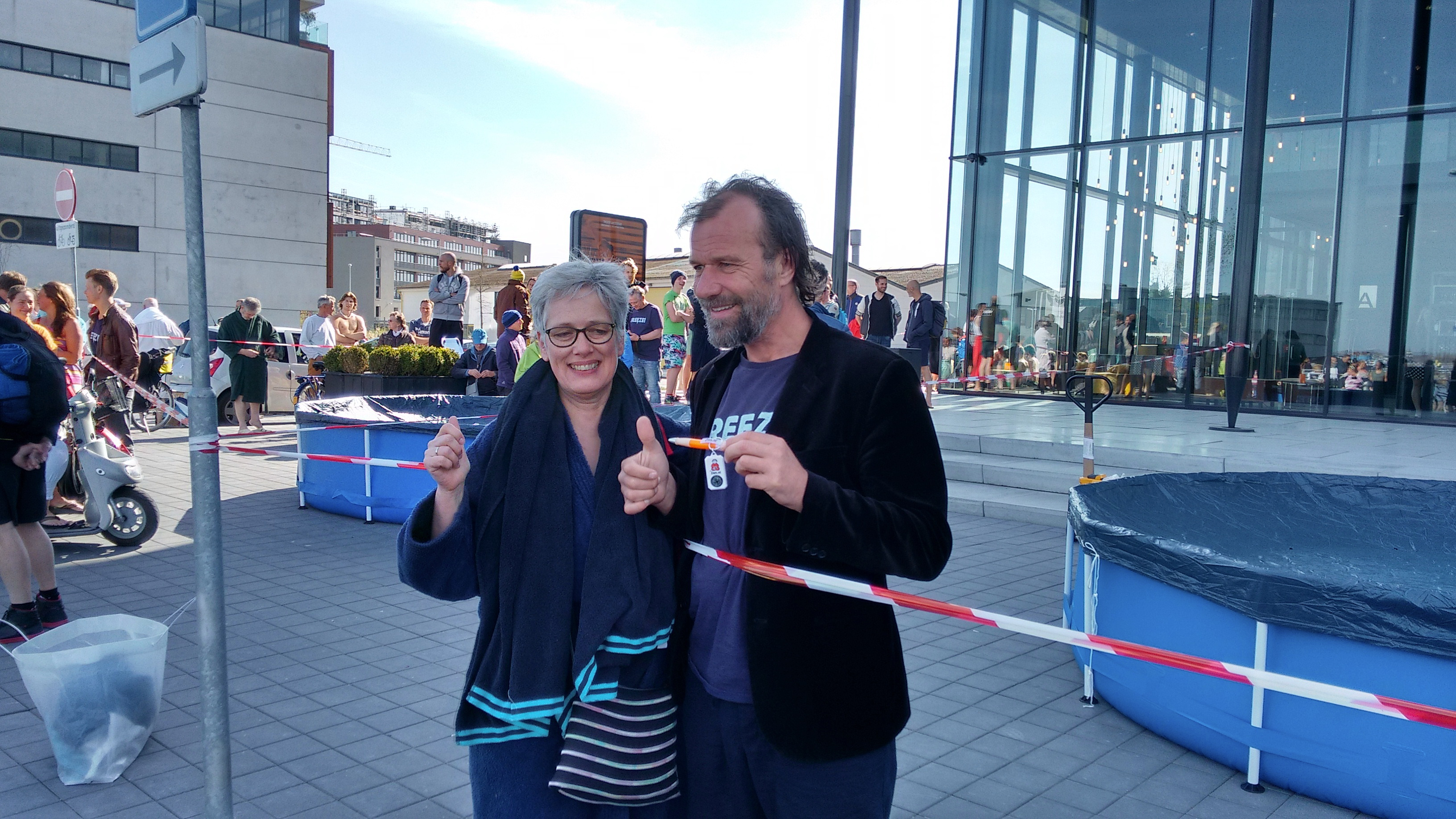
Hof em um evento de 2015, no Teatro Amsterdam.

Em 16 de março de 2000, Hof estabeleceu o Recorde Mundial do Guinness Book para o mergulho mais distante sob o gelo, com uma distância de 57,5 metros. O mergulho em um lago perto de Pello, na Finlândia, foi filmado para um programa de televisão holandês, e um teste no dia anterior quase terminou em desastre quando suas córneas começaram a congelar e ele estava nadando cego. Um mergulhador o resgatou quando ele estava começando a perder a consciência. Um novo recorde de 76,2 metros foi estabelecido por Stig Severinsen em 2013.
Em 26 de janeiro de 2007, Hof estabeleceu um recorde mundial para a meia maratona mais rápida descalço no gelo e na neve, com um tempo de 2 horas, 16 minutos e 34 segundos. Este recorde foi superado em 17 de janeiro de 2021, pelo checo Josef Šálek, que terminou uma meia maratona em Pelhřimov com o tempo de 1:36:21.
Hof estabeleceu o recorde mundial de maior tempo em contato direto de corpo inteiro com o gelo um total de 16 vezes, incluindo 1 hora, 42 minutos e 22 segundos em 23 de janeiro de 2009; 1 hora e 44 minutos em janeiro de 2010; e 1 hora 53 minutos e 2 segundos em 2013. Foi superado em 2014 por Songhao Jin da China, com tempo de 1 hora, 53 minutos e 10 segundos; e superado em 2019 por Josef Köberl da Áustria, com tempo de 2 horas, 8 minutos e 47 segundos.
Em 2007, Hof subiu a uma altitude de 7 400 metros no monte Everest vestindo apenas shorts e sapatos, mas abortou a tentativa devido a uma lesão recorrente no pé. Hof conseguiu subir do acampamento base para cerca de 6 700 metros vestindo apenas shorts e sandálias, mas depois disso ele teve que usar botas. Em 2016, ele chegou ao ponto de Gilmans no Kilimanjaro com o jornalista Scott Carney em 28 horas, um evento posteriormente documentado no livro "What Doesn't Kill Us - O que não nos mata".

## Método Wim Hof
O Método Wim Hof (WHM), criado com seu filho Enahm Hof, envolve três "pilares": exposição ao frio, respiração e meditação. Tem semelhanças com a meditação tibetana Tumo e o pranaiama, ambos empregando técnicas de respiração.

### Evidências e críticas
Uma ampla gama de alegações são feitas para os efeitos benéficos do Método para a saúde humana. Embora uma resposta inflamatória reduzida devido à hiperventilação tenha sido documentada, bem como a supressão de endotoxinas injetadas, as outras alegações de Hof sobre os benefícios para a saúde do Método não foram comprovadas cientificamente.
Uma avaliação de 2014 comparou Wim Hof e seu irmão gêmeo idêntico. Os cientistas os fizeram praticar os exercícios respiratórios de Wim e depois os expuseram à temperatura mais baixa que não induziria a tremores. Eles concluíram que "não foram encontradas diferenças significativas entre os dois indivíduos, indicando que um estilo de vida com exposições frequentes ao frio extremo não parece afetar a atividade BAT e CIT (termogênese induzida pelo frio)". Ambos tiveram aumentos de 40% de suas taxas metabólicas em relação à taxa de repouso, em comparação com um máximo de 30% observado em adultos jovens. No entanto, seu percentual de gordura marrom — embora alto para a idade — não foi suficiente para explicar todo o aumento. O resto foi devido à sua respiração vigorosa, que aumentou a atividade metabólica em seus músculos respiratórios. Os pesquisadores alertam que os "resultados devem ser interpretados com cautela, devido ao baixo número de participantes e ao fato de que ambos os participantes praticaram a técnica de respiração semelhante ao g-Tumo".
Um estudo de 2012 de Wim Hof por um grupo de pesquisadores na Holanda e publicado pela revista Psychosomatic Medicine descobriu que sua "concentração/meditação durante a imersão em gelo" reduziu bastante a "resposta de citocinas pró-inflamatórias e anti-inflamatórias ex vivo" de Hof:
A técnica de concentração/meditação usada por esse indivíduo em particular parece evocar uma resposta controlada ao estresse. Essa resposta é caracterizada pela ativação do sistema nervoso simpático e posterior liberação de catecolaminas/cortisol, que parece atenuar a resposta imune inata.
Pessoas vieram a óbito enquanto praticavam o Método Wim Hof. Quatro praticantes do WHM se afogaram em 2015 e 2016, e parentes suspeitavam que os exercícios respiratórios fossem os culpados. Hof agora adverte contra o uso de seu método ao mergulhar ou dirigir devido à possibilidade de desmaios.
Os críticos de Hof dizem que ele exagera os benefícios de seu método. Em seu site, ele diz que reduziu os sintomas de várias doenças, incluindo artrite reumatóide, esclerose múltipla e doença de Parkinson. No entanto, essas alegações não foram demonstradas cientificamente. Wouter van Marken Lichtenbelt, um dos cientistas que estudaram Hof, afirmou que "o vocabulário científico [de Hof] é galimatias. Com convicção, ele mistura de forma absurda termos científicos como evidência irrefutável".

## Publicações
- Hof, Wim (1998). Klimmen in stilte [Climbing in silence] (em neerlandês). [S.l.]: Altamira. ISBN 9789069634395

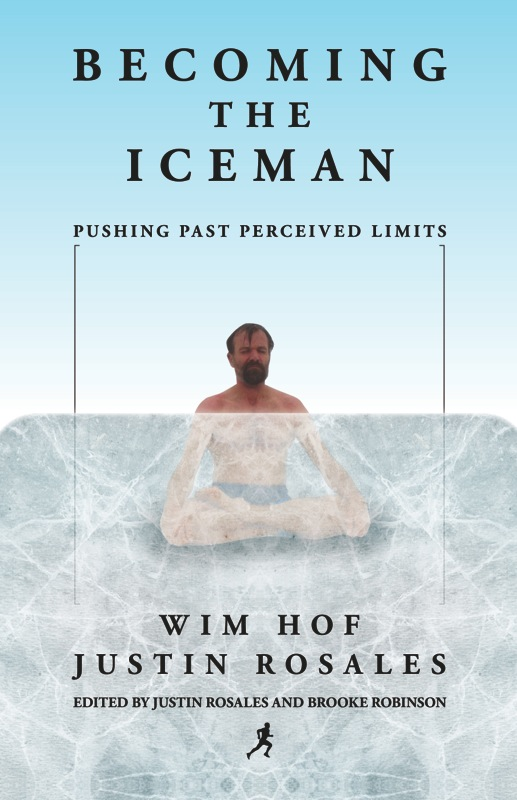
Capa do livro Becoming the Iceman

- Hof, Wim (2000). De top bereiken is je angst overwinnen [Reaching the top is overcoming your fear] (em neerlandês). [S.l.]: Andromeda. ISBN 9789055991136
- Hof, Wim; Rosales, Justin (2012). Becoming the Iceman : pushing past perceived limits. [S.l.]: Mill City Press. ISBN 9781937600464
- Hof, Wim; Jong, Koen A.M. de (2015). Koud kunstje : wat kun je leren van de iceman?. [S.l.]: Uitgeverij Water. ISBN 9789491729256
- Hof, Wim (2020). De Wim Hof methode. [S.l.]: Kosmos Uitgevers. ISBN 9789021578415